# Branko Storov
Dr. Branko Storov (Zadar, 1899. – ?,  1945.), pisac katoličkoga nadahnuća, kulturni i društveni djelatnik, sudac, odvjetnik, pjesnik i prevoditelj.

## Životopis
Iz pjesme »Tri soneta o sebi« (1928.) nazrijeva se da djetinjstvo veže uz Makarsku i Šibenik, a mladost uz Zagreb, gdje je studirao pravo. Neko vrijeme proveo je na studiju u Parizu s bl. Ivanom Merzom, Jurjem Šćetincem i Đurom Gračaninom.
Prevodio je s francuskoga, engleskoga, talijanskoga i latinskoga.
Doktorirao je pravo i radio kao sudac i odvjetnik.
Godine 1941. pokrenuo je u Splitu časopis »Poezija« na hrvatskom,  talijanskom i njemačkom jeziku.
Nestao je tijekom Drugoga svjetskog rata.

## Djela
- Struje, 1923.
- Novi akcenti, Split, 1927.
- više od stotinu pjesama u časopisima
- Orient express: šaljivi prikaz ozbiljnih stvari, Osijek, 1933.
- Robert Louis Stevenson, Zlatni otok : pustolovni roman, Zagreb, 1928., preveo s engleskoga.

## Vanjske poveznice
- Vladimir Lončarević, Branko Storov- „katolički nadrealist“, Glas Koncila, 8. svibnja 2011., str. 21  Arhivirana inačica izvorne stranice od 3. rujna 2014. (Wayback Machine), pristupljeno 17. prosinca 2014.